# Układ pseudohemalny
Układ pseudohemalny (okołokrwionośny, nibykrwionośny, perihemalny) – układ występujący u niektórych szkarłupni (Echinodermata).
Układ pseudohemalny biegnie wraz z pierścieniami i pniami nerwowymi i otacza układ krwionośny. Składa się z dwóch kanałów okrężnych i pojedynczego kanału – zatoki osiowej, która łączy kanały okrężne. We wnętrzu kanałów znajduje się wiele łącznotkankowych przegród. Układ zawiera płyn podobny do płynu reszty celomy.
Układ pseudohemalny powstaje z lewego woreczka celomatycznego – metacelu.
Rolą tego układu jest odżywianie układu nerwowego i chronienie go przed uciskami.
U rozgwiazd i większości jeżowców w zatoce osiowej po stronie aboralnej znajduje się woreczek kurczliwy popychający płyn. Układ jest szczególnie silnie rozbudowany u strzykw – kanały promieniste są porozgałęziane, jest wiele woreczków kurczliwych.